# كريس كلاك
كريس كلاك (بالإنجليزية: Kris Clack)‏ مواليد 6 يوليو 1977 في أوستن، هو لاعب كرة سلة أمريكي معتزل. تم اختياره من قبل فريق بوسطن سيلتكس خلال الدرافت.

## المسيرة الاحترافية
لعب مع بالاكانسترو ريجيانا في الدوري الإيطالي من سنة 2000 إلى 2002، ثم لعب مع باسكت نابولي في موسم 2002–2003، ثم لعب مع يوفي كازيرتا باسكت في الدوري الإيطالي في موسم 2005–2006.

## روابط خارجية
- كريس كلاك على موقع سبورتس رفرنس (الإنجليزية)
- كريس كلاك على موقع كرة السلة الأوروبية.كوم (الإنجليزية)
- كريس كلاك على موقع كلية كرة السلة في سبورتس رفرنس.كوم (الإنجليزية)
- كريس كلاك على موقع ريلجم (الإنجليزية)
- كريس كلاك على موقع بروبوليرز (الإنجليزية)
- كريس كلاك على موقع سبورتس رفرنس (الإنجليزية)
- كريس كلاك على موقع سبورتس رفرنس (الإنجليزية)